# SN 2005ai
SN 2005ai – supernowa typu Ia odkryta 12 lutego 2005 roku w galaktyce NGC 2314. W momencie odkrycia miała maksymalną jasność 15,90m.